# 1971 în literatură
- 1970 în literatură — 1971 în literatură — 1972 în literatură

Anul 1971 în literatură a implicat o serie de noi cărți semnificative.

## Evenimente
- Mircea Eliade publică la Paris eseul La nostalgie des origines
- The Destiny Waltz de Gerda Charles a câștigat primul premiu britanic Whitbread Novel of the Year Award.

## Cărți noi
- Hiroshi Aramata - Teito Monogatari
- Denys Val Baker - The Face in the Mirror
- William Peter Blatty - The Exorcist
- Richard Brautigan - Revenge of the Lawn
- Albert Camus - A Happy Death (La Mort heureuse)
- John Dickson Carr - Deadly Hall
- Agatha Christie
  - Nemesis
  - The Golden Ball and Other Stories
- Brian Cleeve - Cry of Morning
- Gwen Davis - Touching
- L. Sprague de Camp - The Clocks of Iraz
- L. Sprague de Camp și Lin Carter - Conan the Buccaneer
- Walter de la Mare - Eight Tales
- August Derleth, editor - Dark Things
- E. L. Doctorow - The Book of Daniel
- Frederick Forsyth - The Day of the Jackal
- Dick Francis - Bonecrack
- Ernest J. Gaines - The Autobiography of Miss Jane Pittman
- George Garrett - Death of the Fox
- John Gardner - Grendel
- William Golding - The Scorpion God
- Arthur Hailey - Wheels
- Anna Kavan - A Scarcity of Love
- Thomas Keneally - The Chant of Jimmy Blacksmith
- Jerzy Kosinski - Being There
- John le Carré  - The Naive and Sentimental Lover
- Ursula K. Le Guin - The Lathe of Heaven
- Stanisław Lem - Congresul futurologic
- Brian Lumley - The Caller of the Black
- John D. MacDonald - A Tan and Sandy Silence
- Antonine Maillet - La Sagouine
- Ruth Manning-Sanders - A Choice of Magic
- James A. Michener  - The Drifters
- Nicholas Mosley - Natalie Natalia
- Alice Munro - Lives of Girls and Women
- V. S. Naipaul - In a Free State
- William F. Nolan - Space for Hire
- Rosamunde Pilcher - The End of Summer
- Anthony Powell - Books Do Furnish a Room
- Terry Pratchett - The Carpet People
- John Rawls - A Theory of Justice
- Joao Ubaldo Ribeiro - Sergeant Getulio
- Mordecai Richler - St. Urbain's Horseman
- Harold Robbins - The Betsy
- Leonardo Sciascia - Il contesto
- Hubert Selby Jr. - The Room
- Tom Sharpe - Riotous Assembly
- Wallace Stegner - Angle of Repose
- Irving Stone - The Passions of the Mind
- Gay Talese - Honor Thy Father
- Tom Tryon - The Other
- John Updike - Rabbit Redux
- Herman Wouk - The Winds of War
- Roger Zelazny
  - The Doors of His Face, The Lamps of His Mouth, and Other Stories
  - Jack of Shadows

## Teatru
- Peter Handke - Der Ritt über den Bodensee ("The Ride Across Lake Constance")
- John Mortimer - A Voyage Round My Father

## Poezie
- Maya Angelou - Just Give Me a Cool Drink of Water 'Fore I Die
- Donald S. Fryer - Songs and Sonnets Atlantean
- Ted Hughes - Crow
- Alan Llwyd - Y March Hud ("The Magic Horse")
- Clark Ashton Smith - Selected Poems

## Non-ficțiune
- Pierre Berton – The Last Spike
- Robert Coles
  - Migrants, Sharecroppers, Mountaineers, vol 2 of Children of Crisis – Pulitzer Prize, 1973
  - The South Goes North, vol 3 of Children of Crisis – Pulitzer Prize, 1973
- Brian J. Ford – Nonscience
- Robert Foster – The Complete Guide to Middle-earth
- Joan Garrity – The Sensuous Woman
- Graham Greene - A Sort of Life
- Xaviera Hollander – The Happy Hooker: My Own Story
- H. P. Lovecraft – Selected Letters III (1929–1931)
- Roger Manvell and Heinrich Fraenkel – Hess: A Biography
- Alison Plowden - Young Elizabeth
- B. F. Skinner – Beyond Freedom and Dignity
- Pierre Vallières – White Niggers of America (translation)
- Carlos Castenada - A Separate Reality: Further Conversations with Don Juan

## Nașteri
- 16 ianuarie - Helen Darville, scriitor
- 3 februarie - Sarah Kane, dramaturg (d. 1999)
- 10 martie - Ugonna Wachuku, poet, scriitor creativ, autor
- 29 martie - José Luis Rodríguez Pittí, scriitor din Panama, fotograf
- 28 mai - Richard Gunn, jurnalist și scriitor despre automobilism
- 17 iulie - Cory Doctorow, scriitor science fiction
- 22 iulie - Akhil Sharma, romancier
- 19 decembrie - Tristan Egolf, romancier (d. 2005)
- Orlando Balaș, scriitor român

## Decese
- 17 februarie: Miron Radu Paraschivescu, poet, publicist și traducător român (n. 1911)
- 5 martie - Allan Nevins, jurnalist
- 7 martie - Stevie Smith, poet
- 29 martie: Perpessicius, istoric și critic literar român (n. 1891)
- 10 aprilie - André Billy, autor francez
- 19 mai - Ogden Nash, poet și umorist
- 20 mai - Waldo Williams, Welsh language poet
- 1 iunie - Reinhold Niebuhr, teolog
- 4 iunie - Georg Lukács, filozof și critic
- 6 iunie - Edward Andrade, poet și fizician
- 4 iulie - August Derleth, antologist
- 7 iulie - Claude Gauvreau, poet și dramaturg
- 30 august - Peter Fleming, scriitor de călătorii si fratele lui Ian Fleming
- 25 octombrie - Philip Gordon Wylie, romancier
- 10 noiembrie - Walter Van Tilburg Clark, romancier (The Ox-Bow Incident)
- 22 decembrie - Godfried Bomans, scriitor olandez
- 25 decembrie - S. Foster Damon, critic și poet
- dată necunoscută
  - Clifford Dyment, poet
  - St. John Greer Ervine, dramatist
  - Jacques Lusseyran,  autor orb

## Premii
- Premiul Nobel pentru literatură: Pablo Neruda

### Franța
- Prix Goncourt: Jacques Laurent, Les Bêtises
- Prix Médicis: Pascal Lainé, L'Irrévolution

### Regatul Unit
- Booker Prize: V. S. Naipaul, In a Free State
- Cholmondeley Award: Charles Causley, Gavin Ewart, Hugo Williams
- Eric Gregory Award: Martin Booth, Florence Bull, John Pook, D. M. Warman, John Welch
- James Tait Black Memorial Prize pentru ficțiune: Nadine Gordimer, A Guest of Honour
- James Tait Black Memorial Prize pentru biografie: Julia Namier, Lewis Namier
- Queen's Gold Medal for Poetry: Stephen Spender

were

### Statele Unite
- Frost Medal: Melville Cane
- See 1971 Governor General's Awards for a complete list of winners and finalists for those awards.
- Hugo Award: Larry Niven, Ringworld
- Nebula Award: Robert Silverberg, A Time of Changes
- Newbery Medal for children's literature: Betsy Byars, Summer of the Swans
- Pulitzer Prize for Drama: Paul Zindel, The Effect of Gamma Rays on Man-in-the-Moon Marigolds
- Pulitzer Prize for Fiction: no award given
- Pulitzer Prize for Poetry: William S. Merwin, The Carrier of Ladders

### Restul lumii
- Akutagawa Prize: Azuma Mineo, Okinawan Boy
- Premio Nadal: José María Requena (El cuajarón
- Viareggio Prize: Ugo Attardi, L'erede selvaggio